# Cefalexină
Cefalexina (NCI, NAB) este un antibiotic din clasa cefalosporinelor de primă generație. Este utilizat în tratamentul unor infecții bacteriene, precum: infecții respiratorii, infecții ORL, infecții ale pielii și infecții de tract urinar, produse de bacterii sensibile. Se administrează pe cale orală și este activ împotriva bacteriilor gram-pozitive și a unora dintre bacteriile gram-negative. Face parte din prima generație de cefalosporine și are o activitate similară cu alte antibiotice din clasa β-lactamelor, acest grup incluzând agentul intravenos cefazolină.
Se află pe lista medicamentelor esențiale ale Organizației Mondiale a Sănătății.

## Scopuri medicale
Cefalexina este utilizată pentru a trata numeroase infecții, inclusiv: infecții ale urechii mijlocii, streptococ în gât, osoasă și infecțiile încheieturilor, pneumonie, infecții cutanate și infecții ale tractului urinar. Poate fi utilizat pentru a preveni endocardita bacteriană. Nu este eficient împotriva Staphylococcus aureus meticilino-rezistent  (MRSA). Poate fi utilizat de către persoanele cu alergii slabe sau moderate la penicilină, dar nu este recomandat pentru persoanele cu alergii severe. Ca și alte antibiotice, nu are efect împotriva infecțiilor virale, precum răceala obișnuită sau bronșita acută.

## Efecte secundare
Efectele secundare posibile includ: alergii, stomacală și intestinală și  diaree Clostridium difficile. Nu au fost dovedite reacții adverse la administrarea acestora în timpul sarcinii. Utilizarea în timpul alăptării este, în general, sigură. Poate fi administrat copiilor și persoanelor cu vârsta de peste 65 de ani. Pentru persoanele cu probleme renale, dozele trebuie să fie reduse.

## Istoric, societate și cultură
În anul 2012, Cefalexina făcea parte din top 100 cele mai prescrise medicamente în Statele Unite ale Americii. In Australia, acesta face parte din top 15 cele mai prescrise medicamente. A fost creat în 1967 și comercializat prima dată în anii 1969 și 1970, de către mai multe companii, inclusiv Glaxo Wellcome și Eli Lilly and Company, sub mai multe nume, printre altele, Keflex și Ceporex. Este disponibil ca și medicament generic sub alte câteva mărci comerciale și nu este foarte scump. Face parte din Lista medicamentelor esențiale ale Organizației Mondiale a Sănătății, o listă a celor mai importante medicamente necesare în sistemul medical.